# Terra Roxa (ort i Brasilien, São Paulo, Terra Roxa)
Terra Roxa är en ort i Brasilien.   Den ligger i kommunen Terra Roxa och delstaten São Paulo, i den sydöstra delen av landet, 600 km söder om huvudstaden Brasília. Terra Roxa ligger 505 meter över havet och antalet invånare är 8 505.
Terrängen runt Terra Roxa är platt. Närmaste större samhälle är Viradouro, 9,9 km söder om Terra Roxa. 
Trakten runt Terra Roxa består till största delen av jordbruksmark. Runt Terra Roxa är det ganska glesbefolkat, med 47 invånare per kvadratkilometer.